# Sandberg (Bawaria)
Sandberg – miejscowość i gmina w Niemczech, w kraju związkowym Bawaria, w rejencji Dolna Frankonia, w regionie Main-Rhön, w powiecie Rhön-Grabfeld. Leży w Rhön, około 15 km na zachód od Bad Neustadt an der Saale.

## Dzielnice
W skład gminy wchodzą następujące dzielnice: Langenleiten, Sandberg, Schmalwasser, Waldberg, Forst Schmalwasser-Süd.

## Demografia
| Rok  | Liczba mieszk. |
| ---- | -------------- |
| 1970 | 2.761          |
| 1987 | 2.798          |
| 2000 | 2.922          |
| 2005 | 2.865          |

## Oświata
(na 1999)

W gminie znajduje się 150 miejsc przedszkolnych (ze 108 dziećmi) oraz szkoła podstawowa (16 nauczycieli, 281  uczniów).